# Alice Breuer
Alice Breuer, född 24 november 1926 i Ungern, död 11 mars 2017, var en svensk barn- och ungdomspsykiater.
Breuer, som var dotter till grosshandlare Alexander Breuer och Cecilia Kupferstein, avlade studentexamen i Budapest 1944. Efter att Raoul Wallenberg räddat henne undan Förintelsen avlade hon medicine kandidatexamen i Budapest 1948 och läkarexamen i Innsbruck 1950. Hon flyttade därefter till Sverige, där hon blev medicine licentiat vid Karolinska Institutet 1956 samt specialist i internmedicin 1962 och i psykiatri 1966. Hon genomgick även psykoanalytisk utbildning hos Svenska psykoanalytiska föreningen 1966. Hon var underläkare på länssanatoriet i Västerås 1953–1954, vid medicinska kliniken i Västerås 1955–1959, vid medicinska kliniken II på Sabbatsbergs sjukhus 1960–1963, vid klinisk-kemiska laboratoriet där 1963–1965, vid psykiatriska kliniken på Södersjukhuset 1965–1967, underläkare vid medicinska kliniken II på Långbro sjukhus 1967–1970 och biträdande överläkare vid Stockholms stads psykiska barna- och ungdomsvård (PBU) från 1970. Hon var även konsulterande psykiater vid Södersjukhuset från 1969.